# ラップランド地方

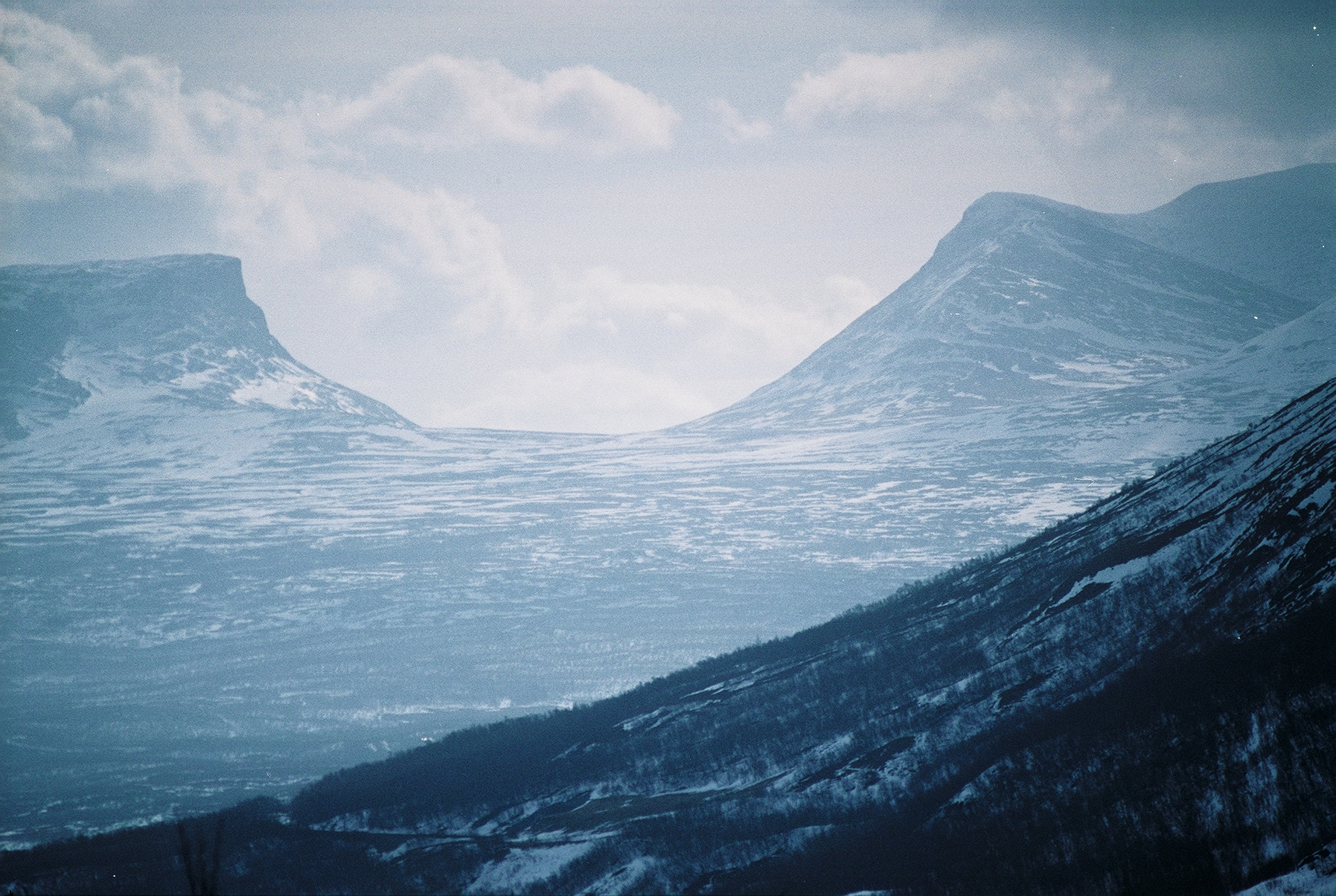
Lapportenはラップランドの表象である

ラップランド地方（ラップランドちほう、Lappland）はスウェーデン北部ノールランドの地方の1つ。